# Andreaea squarrifolia
Andreaea squarrifolia là một loài rêu trong họ Andreaeaceae. Loài này được Dixon mô tả khoa học đầu tiên năm 1960.